# Châteaulin
Châteaulin is een gemeente in het Franse departement Finistère, in de regio Bretagne. De plaats ligt aan de rivier de Aulne en en is de onderprefectuur van het arrondissement Châteaulin. In de gemeente ligt spoorwegstation Châteaulin. Châteaulin telde op 1 januari 2022 5.106 inwoners.

## Geschiedenis
De plaats is ontstaan op de linkeroever van de Aulne. Hier liet graaf Budic van Cornouaille een burcht bouwen. Naast deze burcht ontstond een nederzetting. Om de groei van Châteaulin te bevorderen kregen lijfeigenen die het land van Léon ontvluchtten van de hertog van Bretagne de vrijheid na een verblijf van een jaar. De weg naar Douarnenez liep door deze eerste woonkern van Châteaulin. Tegen de vijftiende eeuw had de burcht van Châteaulin als bestuurscentrum veel macht verloren en tegen de zeventiende eeuw werd ze enkel nog gebruikt als ziekenhuis. Van de burcht rest in de eenentwintigste eeuw enkel nog een ruïne van de donjon. In de dertiende eeuw bouwden de monniken van Landévennec een eerste brug die beide oevers van de Aulne met elkaar verbond.
Châteaulin was de zetel van een koninklijke seneschalk en de stad bleef ook na de Franse Revolutie een bestuurlijk en gerechtelijk centrum als onderprefectuur van een arrondissement. Door het verbeterd transport in de negentiende eeuw won de stad aan belang. Het Canal de Nantes à Brest werd in gebruik genomen en in 1864 werd een treinstation geopend. Zo werd de stad verbonden met Quimper en verder naar Nantes via een spoorlijn uitgebaat door de Compagnie du chemin de fer de Paris à Orléans. In Châteaulin was er voor reizigers en vracht een verbinding met het smalspoor van het Réseau Breton. In 1907 werd een 165 meter lang spoorwegviaduct boven de stad en de rivier geopend. Nadat het Réseau Breton werd opgedoekt in 1967 werd het viaduct in gebruik genomen voor het autoverkeer (in een enkele richting).

## Geografie
De oppervlakte van Châteaulin bedroeg op 1 januari 2022 20,81 vierkante kilometer; de bevolkingsdichtheid was toen 245,4 inwoners per km². De gemeente ligt in enkele meanders van de Aulne.

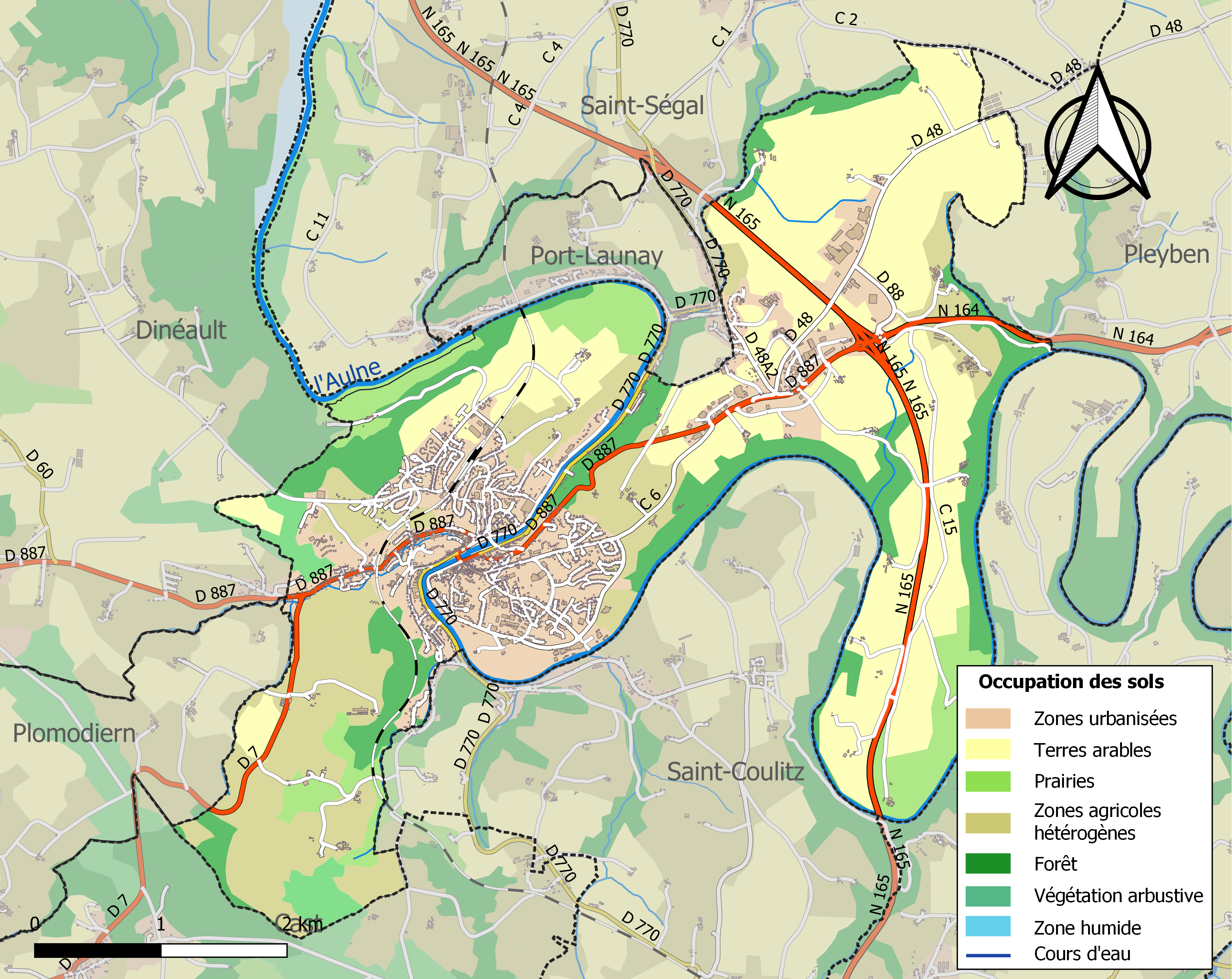
Kaart van de gemeente met belangrijkste infrastructuur, bodemgebruik en omliggende gemeenten

## Demografie
Onderstaande figuur toont het verloop van het inwonertal (bron: INSEE-tellingen).

## Sport
Jaarlijks wordt in en om Châteaulin de internationale wielerkoers Boucles de l'Aulne de verreden.
Châteaulin was vier keer etappeplaats in de wielerkoers Ronde van Frankrijk. Dat was voorlopig voor het laatst het geval in 1982 toen de Belg Frank Hoste er ritwinnaar was.

## Geboren
- Victor Guernalec (2000), wielrenner